# Кјеза-Касано (Модена)
Кјеза-Касано је насеље у Италији у округу Модена, региону Емилија-Ромања.
Према процени из 2011. у насељу је живело 23 становника. Насеље се налази на надморској висини од 528 м.